# Trębki (stacja kolejowa)
Trębki – zlikwidowana wąskotorowa towarowa stacja kolejowa we wsi Trębki, w województwie mazowieckim, w Polsce.